# Țițești (Argeș)
Ţiţeşti é uma comuna romena localizada no distrito de Argeş, na região de Muntênia. A comuna possui uma área de 24.60 km² e sua população era de 4931 habitantes segundo o censo de 2007.